# Jefe político superior
El jefe político superior fue el nombre que se dio, conforme a la Constitución de Cádiz de 1812, al más alto funcionario político y administrativo de cada una de las provincias en que la constitución dividió el territorio español. Tuvo vigencia efectiva durante el bienio constitucional (1812-1814) y durante el Trienio Liberal (1820-1823). Reemplazada la constitución por la de 1837, el jefe político superior fue restablecido en España y en las pocas posesiones ultramarinas que quedaban bajo su soberanía, como Cuba, Filipinas y Puerto Rico. Adoptó el nuevo nombre de gobernador civil. 

## El jefe político superior según la Constitución
El artículo 324 de la Constitución establecía que «el gobierno político de las provincias residirá en el jefe superior, nombrado por el rey en cada una de ellas». En el artículo siguiente se decía que presidiría la Diputación provincial, cuya finalidad era «promover la prosperidad» de la provincia.

## El jefe político superior en Nueva España
De conformidad con el sistema constitucional, el Virreinato de Nueva España quedó dividido en una serie de provincias jurídicamente iguales, gobernadas por un jefe político superior nombrado por el rey y una diputación provincial de siete miembros, elegidos mediante un sistema de sufragio indirecto. 
El territorio del extinto Virreinato de Nueva España quedó dividido en provincias, independientes entre sí y subordinadas directamente a Madrid: la Provincia de Nueva España (México, Michoacán, Oaxaca, Veracruz, Puebla, Tlaxcala y Querétaro), cuya capital era la ciudad de México; San Luis Potosí (San Luis Potosí y Guanajuato), Nueva Galicia (Jalisco, Colima, Nayarit y Zacatecas), Yucatán (Yucatán, Campeche y Tabasco), Provincias Internas de Oriente (Nuevo León, Coahuila, Nuevo Santander y Texas), Provincias Internas de Occidente (Chihuahua, Sinaloa, Sonora, Nuevo México y las Californias), la Provincia de Guatemala (Chiapas, El Salvador, Guatemala y Honduras) y la Provincia de Nicaragua y Costa Rica.
El primer jefe político superior de Nueva España fue Francisco Javier Venegas de Saavedra, al que sucedió en 1813 Félix María Calleja del Rey, que con el restablecimiento del absolutismo por Fernando VII en 1814 pasó a la condición de virrey de la Nueva España. En marzo de 1820, al restablecerse el régimen constitucional, el virrey Juan Ruiz de Apodaca, primer Conde de Venadito, pasó a la condición de jefe político superior y perdió la autoridad política y administrativa sobre los territorios del antiguo virreinato que no pertenecían a la resucitada Provincia de Nueva España. En julio de 1821 fue depuesto y Francisco Novella Azabal Pérez y Sicardo, ocupó el gobierno de facto de la Provincia de Nueva España hasta el arribo del reemplazo de Ruiz de Apodaca, Juan O'Donojú, poco tiempo después.
O'Donojú fue el jefe político superior de Nueva España, que suscribió con el caudillo independentista Agustín de Iturbide el Tratado de Córdoba para la independencia de México. El acuerdo fue rechazado por el gobierno español y se designó a Juan Moscoso para reemplazar a O'Donoju, pero declinó el cargo, y se nombró seguidamente a Francisco Lemaur para sucederle como Capitán General y Jefe Político Superior interino de Nueva España, quién dirigió la última defensa en la fortaleza de San Juan de Ulúa.

## El jefe político superior en Quito
Durante el bienio constitucional, Toribio Montes ejercía la presidencia de la Real Audiencia de Quito. Aunque la Constitución no le dio autonomía a Quito inicialmente, el Real Decreto del 23 de mayo de 1812 confirmó la representación independiente de Quito. Por ello, Montes pasó a ser Jefe político superior de Quito estableció la Junta preparatoria, ordenando la elaboración del censo electoral y la preparación de las elecciones. Montes ejerció la jefatura durante todo el período. 
Restablecida la constitución en 1820, el presidente encargado Melchor de Aymerich tuvo que enfrentarse a la insurgencia guayaquileña y cuencana, pero no descuidó la aplicación de la Constitución, estableciendo la Junta preparatoria, ordenando la elaboración del censo electoral, y convocando a las elecciones. A fines de 1821 arribaba a territorios de Quito el jefe político superior Juan de la Cruz Mourgeon, quien continuó en el mando hasta su repentina muerte. Melchor de Aymerich asumiría nuevamente la jefatura interinamente, y sería quien capitulara tras la Batalla de Pichincha como máxima autoridad de los antiguos territorios del Virreinato de la Nueva Granada.